# Goodnight (Texas)
Goodnight è una comunità non incorporata della contea di Armstrong nello Stato del Texas, negli Stati Uniti. La comunità fa parte dell'area metropolitana di Amarillo e nel 2000 possedeva una popolazione di 18 abitanti.

## Geografia fisica
Goodnight è situata sulla U.S. Route 287 al confine con il Llano Estacado, 23 km a sud-est di Claude e 64 km a sud-est di Amarillo, nella parte nordorientale della contea di Armstrong.

## Storia
Goodnight deve il suo nome all'allevatore di bestiame Charles Goodnight, che fondò un ranch nelle vicinanze dopo la messa in vendita del JA Ranch nel 1887. Il ranch fu il primo edificio costruito della comunità e rimase tale fino al 1890. Il ranch ospitava una mandria di bisonti per aiutare a preservare la specie. Goodnight fu il principale promotore della comunità, fino alla sua morte avvenuta nel dicembre del 1929. La Fort Worth and Denver Railway costruì una stazione nel posto, con John Dorterer come agente della stazione e CM McCurdy come caporeparto. Un ufficio postale fu istituito a Goodnight nel novembre del 1888, poi chiuso nel 1969, con Sam Dyer come direttore postale. R.A. Hathorn, il fabbro del JA Ranch, aprì una ferramenta nello stesso anno. Un giornale chiamato Goodnight News fu fondato nel 1890, prima di fondersi con il Claude Argus per formare il Claude News. Nel 1904 venne costruita una chiesa battista. L'insediamento possedeva nove aziende e 300 abitanti nel 1940. La comunità cadde in declino dopo che Claude divenne un importante centro economico e logistico della contea. La popolazione scese dai 200 nel 1944 ai 25 nel 1969. Il declino nel frattempo continuava, nonostante le riprese del film Hud il selvaggio nei dintorni nel 1963. Le strutture del Goodnight Ranch, una chiesa e un cimitero erano presenti nel 1984. Nel 2000 la popolazione era di 18 abitanti.
Una band folk rock chiamata Goodnight (Texas) prende il nome dall'omonima località, nonostante si trovi a 2 277 km di distanza tra Chapel Hill, in Carolina del Nord e San Francisco, in California, le città natali dei suoi membri. La band ha suonato per 3 volte nell'insediamento al 2017.
Il Charles and Mary Ann (Molly) Goodnight Ranch House è elencato nel National Register of Historic Places.